# Papinlampi
Papinlampi är en slamdamm till Lahnaslammen gruva (finska: Lahnaslammen  kaivos) i Finland. Den ligger i kommunen Sotkamo i den ekonomiska regionen Kajana och landskapet Kajanaland, i den centrala delen av landet, 500 km norr om huvudstaden Helsingfors. Arean är 6 hektar och strandlinjen är 1,31 kilometer lång. Sjön  ingår i Uleälvens huvudavrinningsområde.   I omgivningarna runt Papinlampi växer i huvudsak blandskog.